# Waldfrieden (Mühlhausen)

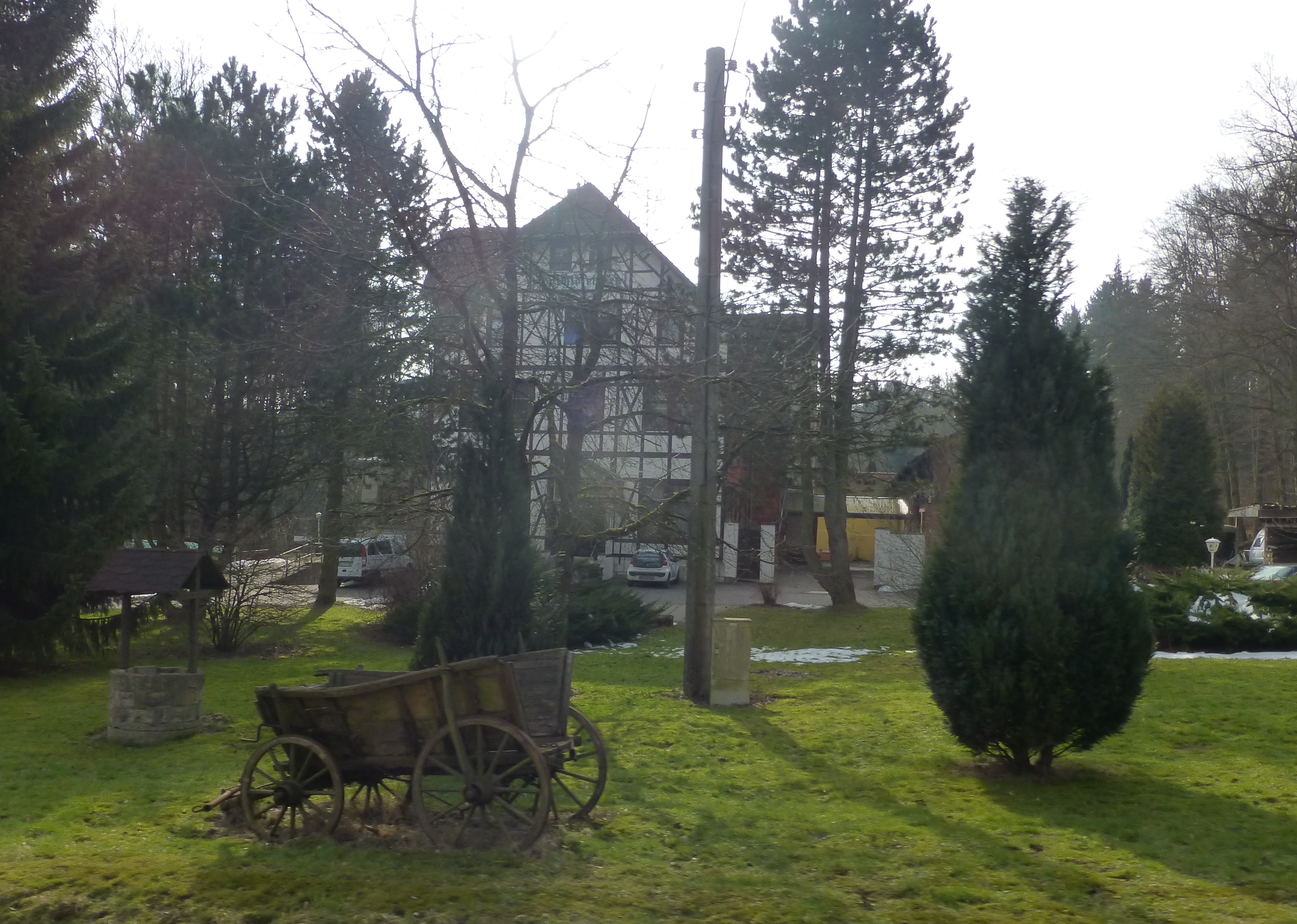
Der "Waldfrieden" am Peterhof bei Mühlhausen (2015)

Waldfrieden ist ein Wohnplatz der Stadt Mühlhausen/Thüringen im Unstrut-Hainich-Kreis in Thüringen.

## Lage
Am nördlichen Rand des Mühlhäuser Stadtwaldes befindet sich das Anwesen zwischen den Ortsteilen Eigenrieden und Pfafferode unmittelbar südlich an der Bundesstraße 249 im Wald. Gegenüber liegt der Peterhof. Hier befindet sich auf einer Höhe von ca. 360 m die Schlößchenquelle am Beginn der Senke des Pfafferöder Steingrabens. Der Ort ist Ausgangspunkt für Wanderer und Skiläufer in den nördlichen Hainich.

## Geschichte
Um etwa 1900 wurden die heutigen Gebäude als Gaststätte errichtet. Sie dienten von den 1950er bis Ende der 1980er Jahre als Reichsbahn-Erholungsheim. Seit 1995 gibt es im Waldfrieden betreutes Wohnen. Außerdem ist es ein Ausflugsort mit Gaststätte.